# ضغط إشعاع

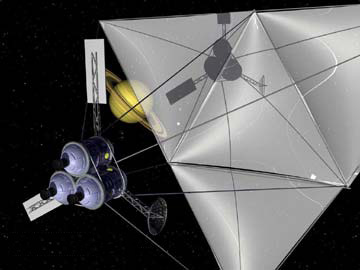
تصميم شراع شمسي لرحلات بين الكواكب.

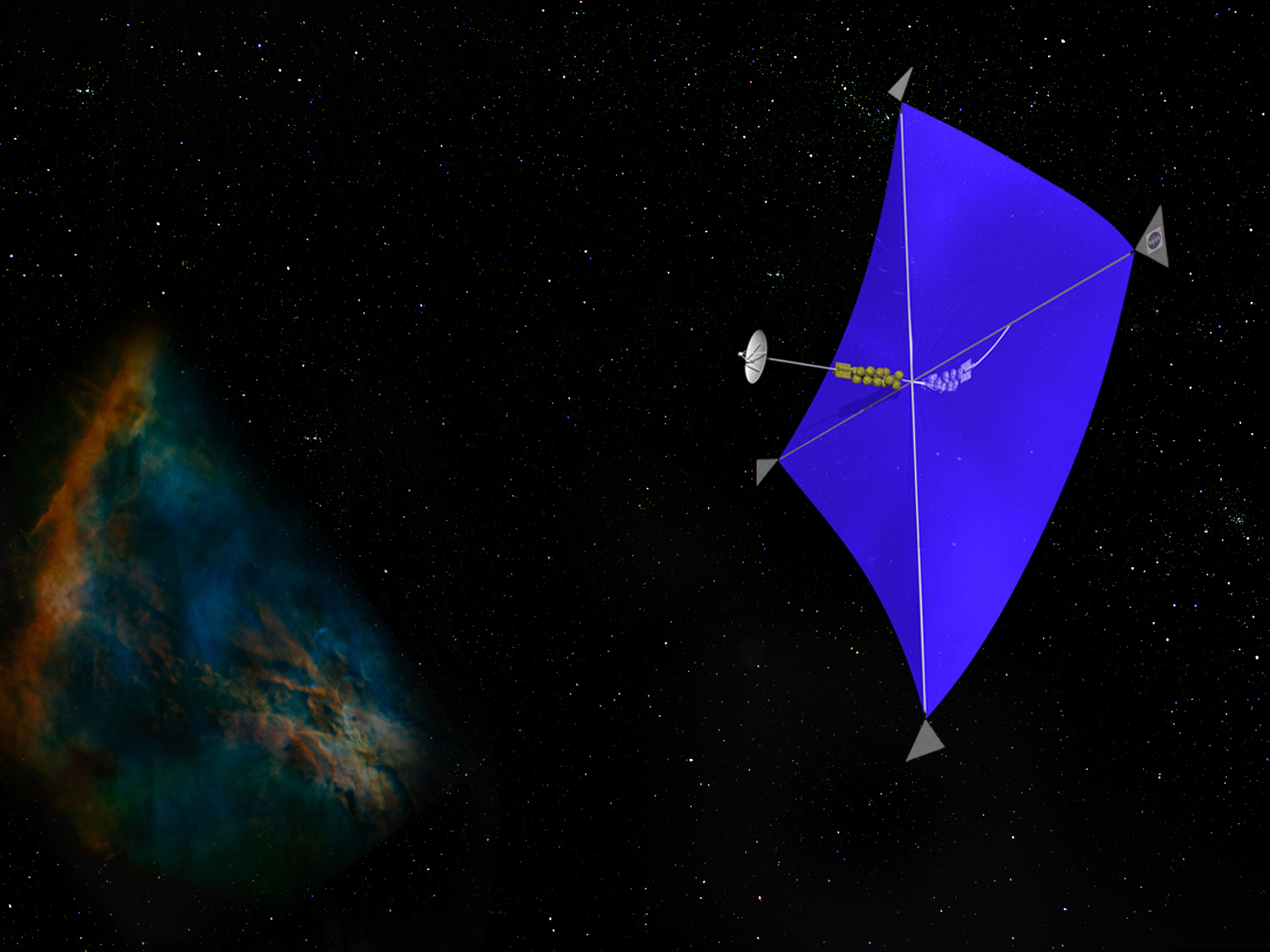
رسم تخيلي لشراع شمسي فضائي.

ضغط إشعاع  في الفيزياء وفي الفلك للإشعاع ضغط يمكن حسابه، فما تشعه الشمس من ضوء يتكون من أشعة كهرومغناطيسية له ضغط على المادة الكونية (كما تنشر الشمس جسيمات أولية في صورة ريح شمسية لها ضغط هي أيضا).
بالنسبة إلى ضغط الإشعاع أو «ضغط الضوء» هو ضغط ينشأ عن امتصاص ثم انبعاث الموجات الكهرومغناطيسية أو أنعكاس موجة كهرومغناطيسية على المساحة التي تؤثر عليها. في حالة الامتصاص يكون ضغط الإشعاع مساويا لشدة الإشعاع مقسوما على سرعة الضوء. وفي حالة الانعكاس الكلي يكون ضغط الإشعاع مساويا لضعف قيمته.

## اكتشاف ضغط الإشعاع
صاغ جيمس ماكسويل عام 1873 معادلاته المعروفة بمعادلات ماكسويل عند دراسته للديناميكا الكهربائية، وبين أن الموجة الكهرومغناطيسية لها ضغط تؤثر به على الأجسام.
كما قام أدلفو بارتولي باستنتاج ضغط الإشعاع عام 1876 عند دراسته الديناميكا الحرارية. وافترض أنه بسبب انعكاس الضوء على مرآة تتحرك وتأثير دوبلر فإن ذلك يجعل حرارة تنتقل من جسم بارد إلى جسم ساخن مما يتنافى مع القانون الأول للديناميكا الحرارية. فلكي يتمشى ذلك لافتراض مع القانون الأساسي للترموديناميك فلا بد وأن يكون للضوء ضغط يؤثر به على المرآة.
ولذلك فقد سمي ضغط الإشعاع باسم مكتشفيه وهو يسمى «ضغط ماكسويل-بارتولي».
ثم جاءت التجارب العملية الأولى فأيدت ذلك قام بها بيوتر ليبيديف عام 1901.
وتبع تلك التجربة تحارب أخرى قام بها إيرنست نيكولس وجوردون هال عام 1903 . أيدت الظاهرة.
وفي عام 1972 قام الفيزيائي آرثر أشكين بإشعاع كرات صغيرة من البلاستيك بأشعة الليزر واستطاع بواسطة مجهر رؤية حركة الكرات.

## التفسير
تعتبر الموجات الكهرومغناطيسية فيض من الجسيمات (فوتونات) وفي نفس الوقت تعتبر اهتزازات لمجال كهرومغناطيسي تنتشر في هيئة موجة هي الموجة الكهرومغناطيسية، وهذا يفسر حدوث ضغط للإشعاع  طبقا للنموذجين الموصوفين عن الطبيعة المزدوجة للضوء (ازدواجية موجة-جسيم).

## نموذج الجسيمات للضوء
ينقل فوتون ذو تردد
{\displaystyle \nu } طاقة قدرها:
{\displaystyle E=h\nu }
معادلة لطاقة جسيم كتلته {\displaystyle m=h\nu /c^{2}}
تتحرك بسرعة الضوء c .
وبناء على ذلك للفوتون زخم حركة قدره {\displaystyle {\vec {p}}} :
{\displaystyle \left|{\vec {p}}\right|={\frac {h\nu }{c^{2}}}c={\frac {h\nu }{c}}={\frac {h}{\lambda }}}
حيث:
h ثابت بلانك
{\displaystyle \lambda } طول الموجة
.
ويكون زخم الحركة في اتجاه انتشار الفوتونات. ويبقى زخم الحرة هذا باقيا لا يفنى سواء امتص، أو انبعث، أو انعكس، أي أن المساحة المعرضة للفوتونات يعتريها تغير في زخم حركتها وفي نفس الاتجاه.
ولنفترض فيض من الفوتونات قدره dN/dt
فإنه يتسبب عند امتصاصه في تغير الزخم الحركي في وحدة الزمن (1 ثانية) في قوة مقدارها:
{\displaystyle {\frac {\mathrm {d} \left|{\vec {p}}\right|}{\mathrm {d} t}}={\frac {h\nu \mathrm {d} N}{c\;\mathrm {d} t}}}
فإذا أثرت تلك القوة بزاوية قدرها
{\displaystyle \epsilon } مع العمودي على سطح مساحته
{\displaystyle \mathrm {d} A} فإنها تؤثر عليه بضغط مقداره p :
{\displaystyle p={\frac {\mathrm {d} \left|{\vec {p}}\right|}{\mathrm {d} t\;\cos \epsilon \;\mathrm {d} A}}={\frac {\mathrm {d} Nh\nu }{c\;\mathrm {d} t\cos \epsilon \;\mathrm {d} A}}={\frac {1}{c}}{\frac {\mathrm {d} \Phi _{e}}{\cos \epsilon \;\mathrm {d} A}}={\frac {E_{e}}{c}}}
حيث:
{\displaystyle \Phi _{e}} هو ضغط الإشعاع،
{\displaystyle E_{e}} شدة الإشعاع.
أما عندما ينعكس الشعاع الساقط فإنه يأخذ معه زخم حركة له نفس المقدار، فيكون في حالة الانعكاس تأثيره الضعف (تتضاعف كمية الحركة للسطح المعرض لانعكاس الضوء).

## نموذج الموجة
يعتمد إثبات وجود ضغط الإشعاع على معادلات ماكسويل ولكن المعاملة الرياضية مجهدة. لهذا فننصح بالرجوع إلى الكتب الدراسية عن الخاصة عن الديناميكا الكهربائية.
الضغط الذي يزاوله مجال أشعاعي في الفراغ على مساحة يمكن وصفه بواسطة موتر يسمى «موتر الضعط لماكسويل» أو يسمى أيضا «موتر الطاقة والزخم» {\displaystyle (T_{ij})} . فإذا كان وحدة المتجه العمودي على المساحة الممتصة للأشعة {\displaystyle {\vec {n}}} فيمكن كتابة ضغط الإشعاع الناشيء بالمجموع الآتي:
{\displaystyle p_{\mathrm {St} }\,n_{j}=\sum _{i=1}^{3}T_{ij}n_{i}}
المركبتان لموتر ماكسويل للضغط تتكون من شدة المجال الكهربي {\displaystyle {\vec {E}}} وشدة التدفق المعناطيسي
{\displaystyle {\vec {B}}} :
{\displaystyle T_{ij}=\varepsilon _{0}E_{i}E_{j}+{\tfrac {1}{\mu _{0}}}B_{i}B_{j}-{\frac {1}{2}}\left(\varepsilon _{0}E^{2}+{\tfrac {1}{\mu _{0}}}B^{2}\right)\delta _{ij}}
حيث:
{\displaystyle \delta _{ij}} دلتا كرونإكر
{\displaystyle \varepsilon _{0}} ثابت المجال الكهربي
.و {\displaystyle \mu _{0}} ثابت المجال المغناطيسي.
ويمكن الرجوع إلى الحل المفصل باستخدام معادلات ماكسويل في كتاب «جاي أورير» Jay Orear: Physik: Band 2.

## تطبيقات
يبلغ الثابت الشمسي نحو 1370 وات/المتر المربع، ومنه ينتج ضغط إشعاعي شمسي يبلغ قدره عند الامتصاص نحو 6و4 ميكرو باسكال. هذا الضغط يؤثر بمقدار الضعف في حالة الانعكاس الكلي. وتوجد منذ مدة ليست وجيزة أفكار في استغلال ضغط أشعة الشمس لتحريك قلع شمسي يعمل على الحركة والسفر بين الكواكب.
من الوجهة المبدئية فإنه يمكن تحريك مركبة فضاء عن طريق إفناء مادة ومادة مضادة حيث ينتج عنها فوتونات. وفي تلك الحالة يستغل ضغط الإشعاع في تحريك مركبة الفضاء في اتجاه عكسي لاتجاه انبعاث الفوتونات.
مع ملاحظة أن الطاحونة الضوئية لا تعمل على أساس ضغط الإشعاع، ويمكن معرفة ذلك عن طريق مشاهدة اتجاه دوران زعانف الطاحونة، فإن الجهة العاكسة للضوء لزعانف الطاحونة تعاني من ضغط أقل عن الجهة المسودة للزعانف مما يجعلها تدور في الاتجاه المعاكس (الطلاء الأسود على جهة واحدة من زعانف الطاحونة الضوئية يساعد على رفع درجة حرارته فتنطلق منها جزيئات تجعل الطاحونة تدور في الاتجاه المعاكس).
(السبب في دوران الطاحونة الضوئية هو أن ناحية الزعانف المسودة تكون أكثر شخونة من السطح اللامع [ لأن الجسم الأسود يمتص جميع الحرارة الساقطة عليه ] ، فعندما تصتدم جزيئات الغاز الموجودة في القارورة الحافظة بالسطح الساخن للزعنفة فإنها ترتد من عليه بسرعة أعلى عن الجزيئات المصتدمة على السطح البارد، لذلك تدور الطاحونة في اتجاه الأسطح الامعة لزعانف الطاحونة).

## في الفيزياء الفلكية

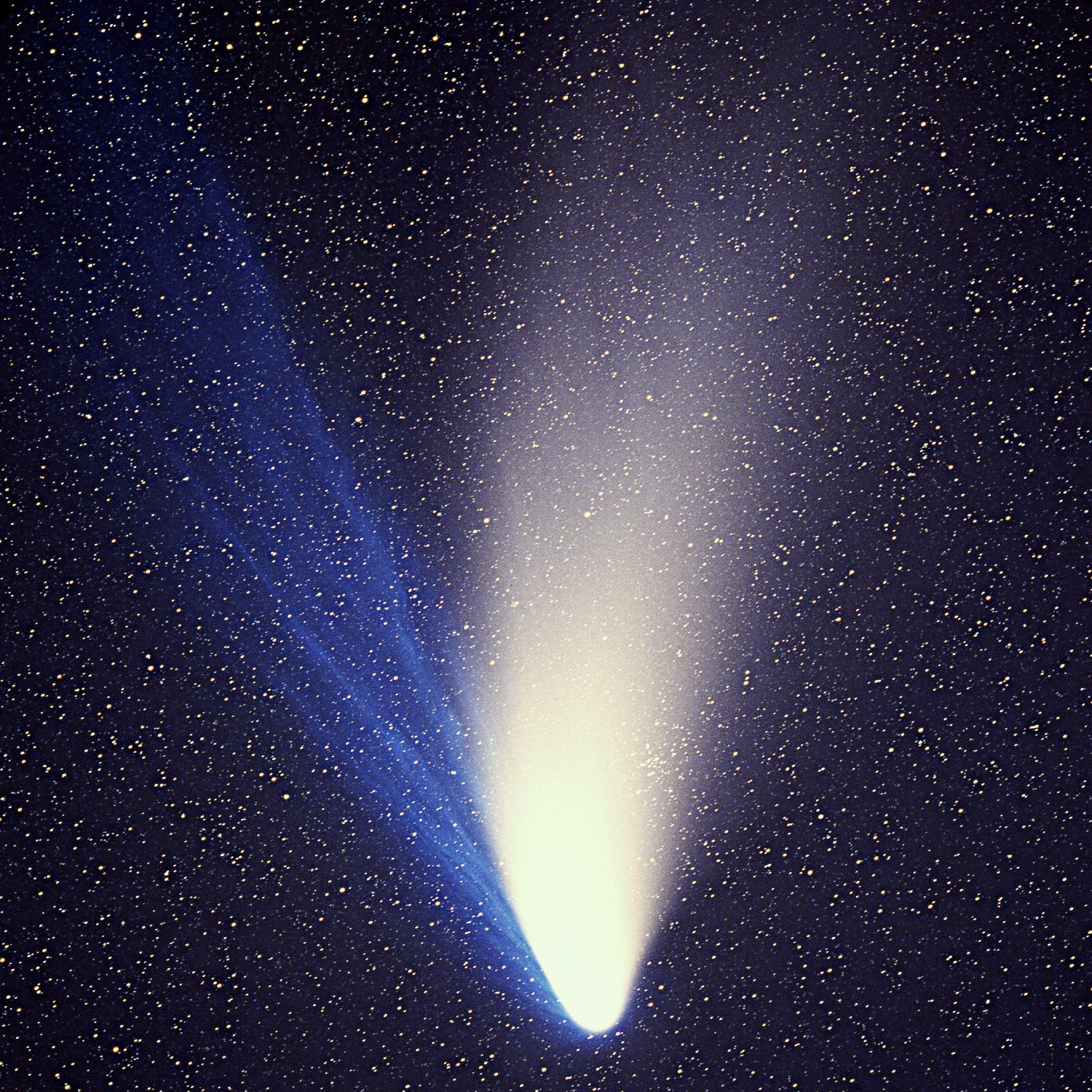
مذنب هيل-بوب من عام 1997

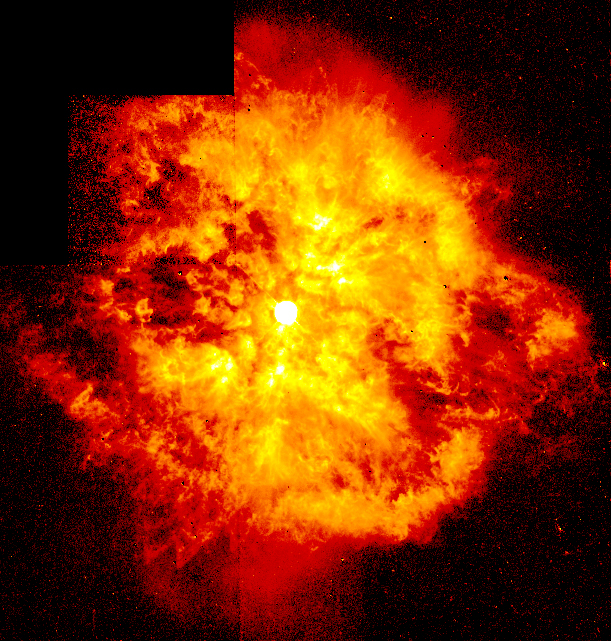
صورة بتلسكوب هابل الفضائي للسحابة الغازية M1-67 حول النجم WR 124، وهو من نوع نجوم ولف-رايت.

يلعب ضغط الإشعاع في الفيزياء الفلكية دورا هاما في الاحتفاظ بحجم النجم، حيث يوازن ضغط الإشعاع الناشيء عن اندماج الهيدروجين في قلب النجم، يوازن قوة الثقالة التي تحاول جمع كل مادة النجم في مركزه. كما يفسر ضغط الإشعاع بعض حركات النجوم والغبار الكوني بين النجوم.
ويمكن ملاحظة ذلك في حركة مذنب حيث يتأثر ذيله بضغط أشعة الشمس الساقطة عليه. نجد أن ذيل المذنب ينحرف متأثرا بسقوط أشعة الشمس عليه، وينحرف بزاوية صغيرة إلى حد ما ولكن يمكن رؤيتها بسهولة.
بل أكثر من ذلك فيمكن مشاهدة كيف أن ضغط أشعة الشمس على ذيل المذنب تفصل بين الجزيئات الخفيفة والجزيئات الثقيلة فتشكلان ذيلين منفصلين عن بعضهما البعض، والنتيجة أن يكون لهما لونين مختلفين. ذلك لأن ضغط أشعة الشمس تزيح الجزيئات الخفيفة مسافة أكبر من إزاحتها للجزيئات الثقيلة.
وفي نجوم مثل نجم ولف-رايت التي تنشر غازات حولها في الفضاء بسبب سخونة سطحها الشديدة (بين 25.000 و50.000 درجة كلفن)، فإن ضغط أشعة النجم يعمل أيضا على إبعاد ذرات الغاز عن النجم ويساعدها على الانتشار في الفضاء.
وقد أدى مشاهدة مذنب هيل-بوب إلى التحقق من وجود ثلاثة أذيال له منفصلة تحت تأثير سقوط أشعة الشمس عليها، وتبين من التحليل الطيفي لها أن الذيل يتكون من ذيل غبار وذيل صوديوم وذيل غازي.

## اقرأ أيضا
- ضوء
- موجة كهرومغناطيسية
- طيف
- طيف امتصاص
- طيف انبعاث
- مجموعة خطوط بالمر
- مجموعة خطوط لايمان
- طاحونة ضوئية